# Maria do Carmo Secco
Maria do Carmo Secco (1933-2013) foi uma pintora, desenhista e professora brasileira. Suas obras estão  em coleções como Assis Chateaubriand. Estudou na EBA, Escola Nacional de Belas Artes da complementou sua formação em Pintura  e Crítica de Arte no Museu de Arte Moderna do Rio de Janeiro. Suas obras fizeram parte de duas edições importantes da  Bienal Internacional de São Paulo nos anos de 1965 e 1967, sendo contemplada  nessa última edição pelo prêmio aquisição do Itamaraty. A artista teve atuação importante na Escolinha de Arte do Brasil (EAB), além de lecionar na Escola Guignard em Belo Horizonte e na Escola de Artes Visuais do Parque Lage. Temas transversais a sua vida pessoal, como o divórcio, o lar, seu próprio corpo, os entraves da sociedade patriarcal e a ditadura militar aparecem com recorrência em seus trabalhos,  os quais aparecem em pinturas e outros suportes e meios.

## Vida
Natural de Ribeirão Preto,Maria do Carmo Secco radicou-se  no Rio de Janeiro aos dois anos de idade, em 1935. Graduada em Pintura  pela Universidade do Federal do Rio de Janeiro, UFRJ. casou-se duas vezes, 1957 com Carlos Frederico Schwerin Secco, e em 1963  com o artista plástico Dileny Campos, 8 anos mais jovem que ela. Sua primeira exposição foi na Galeria Vila Rica , no Rio de Janeiro, em 1964. Em 1966 participa da exposição "Opinião 66" no MAM-RJ, e em 1967  integra a  mostra "Nova Objetividade Brasileira", organizada por Hélio Oiticica e Frederico Morais, sendo uma das mulheres a compor o movimento conhecido como a "Nova Figuração Brasileira".
As obras da artista ao longo dos anos passam a evidenciar a  relação entre desenho e pintura. Em atuação na  Funarte  realiza curadoria de exposições itinerantes pelos programas Brasil Pinturas (1983) e Brasil Desenhos (1984) . Maria do Carmo Secco foi professora e diretora da Escola de Artes Visuais do Parque Lage, permanecendo no cargo de  1993 até 1995, ao lado de  Luiz Alphonsus de Guimarães e Xico Chaves.Lecionou na EAV até o ano do seu falecimento, em 2013. 

## Coleções
- Coleção Gilberto Chateaubriand[1]